# 高亭县
高亭县，中国古县名。
唐朝天宝元年（742年）以安陵县改名，治所在今湖南省永兴县西南高亭司。以县东高亭山为名。属桂阳郡，乾元元年（758年），属郴州。北宋熙宁六年（1078年）改名永兴县，并移今湖南省永兴县。 